# Porte constitucional

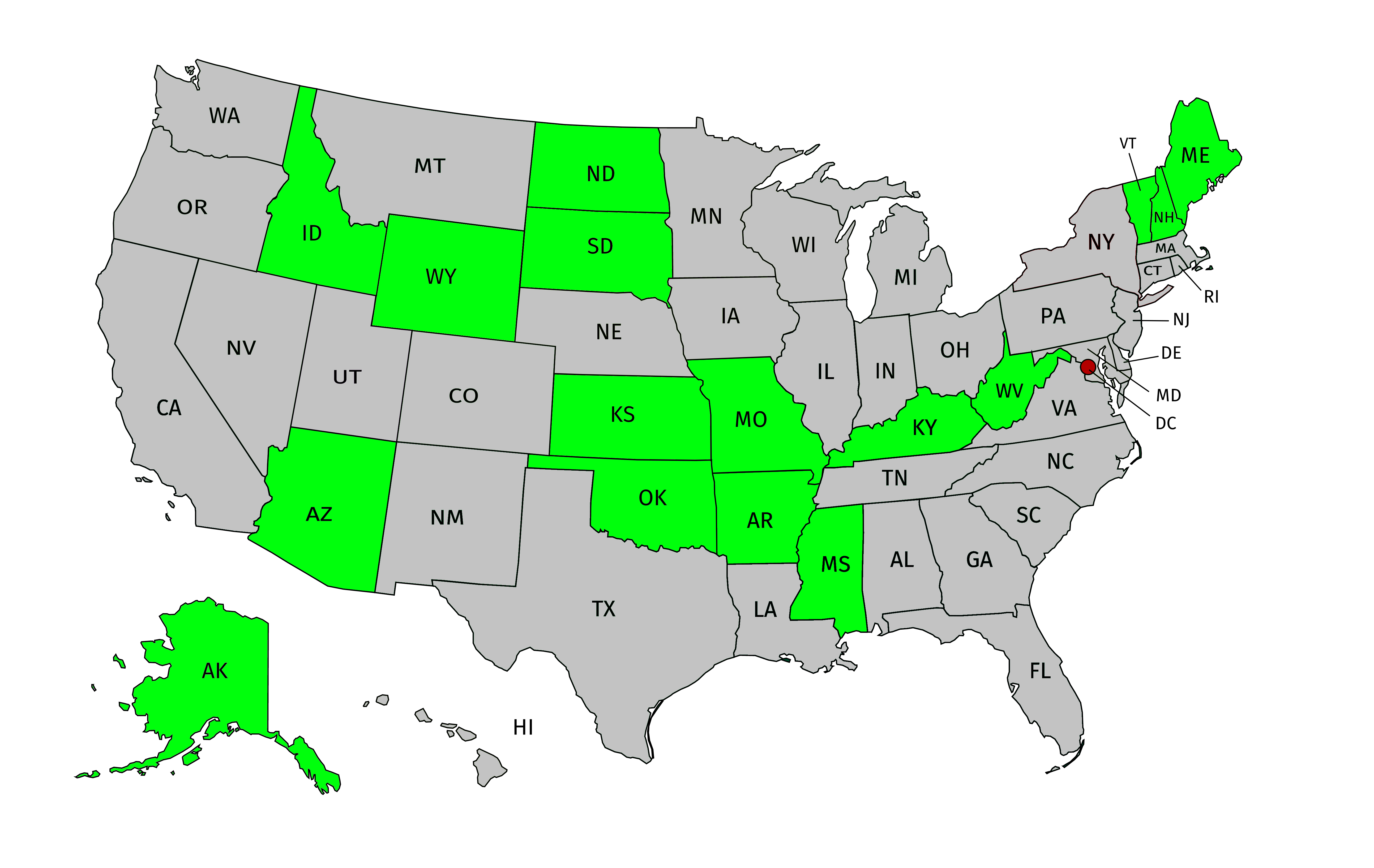
Em verde os Estados que adotaram
o porte constitucional (situação em 2019).

Porte constitucional ("constitutional carry" em inglês), também chamado de "permitless carry" ("porte sem permissão"), ou "unrestricted carry" ("porte sem restrição"), ou ainda "Vermont carry" ("porte de Vermont"), são termos que se referem ao porte legal velado ou ostensivo de uma arma, sem necessidade de documento de licença ou permissão. O termo normalmente não se refere ao porte irrestrito de uma arma longa, uma faca ou outras armas. O escopo e a aplicabilidade do porte constitucional podem variar em cada Estado.

## Visão geral
A terminologia "porte constitucional" reflete a visão de que a Segunda Emenda à Constituição dos Estados Unidos não deve obedecer a restrições aos direitos de armas, incluindo o direito de possuir ou portar armas.
A Suprema Corte dos EUA nunca interpretou extensivamente a Segunda Emenda até o caso histórico Distrito de Columbia v. Heller em 2008. Antes disso, uma quantidade de leis diferentes e às vezes conflitantes sobre o porte de armas de fogo foi desenvolvida em todo o país. Ao decidir o caso, o Tribunal concluiu que a legítima defesa era um "... componente central da 2ª Emenda" e que a proibição de armas de fogo no Distrito de Colúmbia  foi invalidada. O Tribunal declarou ainda que alguns controles estaduais ou locais de armas são permitidos. O caso Heller foi estendido pela Suprema Corte na decisão de 2010 McDonald v. Chicago, que considerou que a 2ª e 14ª Emendas à Constituição dos EUA foram "totalmente incorporadas" e, portanto, o direito de "... manter e portar armas se aplica aos estados e não 'em uma versão diluída', mas 'totalmente aplicável' ..." e limita os governos estaduais e locais na aprovação de leis que restringem este direito individual fundamental de "...manter e portar armas", para defesa pessoal.
Todas as leis estaduais passaram a operar no contexto de regulamentação federal relativa à transferência e venda de armas de fogo. Armas de fogo e munições que também estão sujeitas a impostos.